# Courtenot
Courtenot település Franciaországban, Aube megyében. Lakosainak száma 213 fő (2022. január 1.). Courtenot Bourguignons, Chauffour-lès-Bailly, Fouchères és Virey-sous-Bar községekkel határos.

## Népesség
A település népességének változása:
| Lakosok száma | 189  | 171  | 224  | 220  | 234  | 230  | 231  | 232  | 226  | 213  |
|               | 1968 | 1982 | 1990 | 2006 | 2013 | 2015 | 2017 | 2019 | 2020 | 2022 |